# Bos taurus
Gado-bovino-doméstico (nome científico: Bos taurus) é uma espécie de bovino do gênero Bos e da ordem Artiodactyla. É um mamífero ungulado e apresenta dois dígitos (dedos) em cada membro.
O macho da espécie recebe o nome de boi, ou touro, enquanto que a fêmea é conhecida por vaca e o animal jovem por bezerro, e depois novilho.
A espécie é um ruminante, ou seja, regurgita o alimento para a boca após sua ingestão, onde é novamente mastigado e deglutido. O estômago dos ruminantes é dividido em retículo, rúmen, omaso e abomaso.
Essa espécie foi domesticada pelo homem e é utilizada em larga escala em muitas atividades como a produção de carne e de leite, representando grande importância para a economia de muitos países.

## História

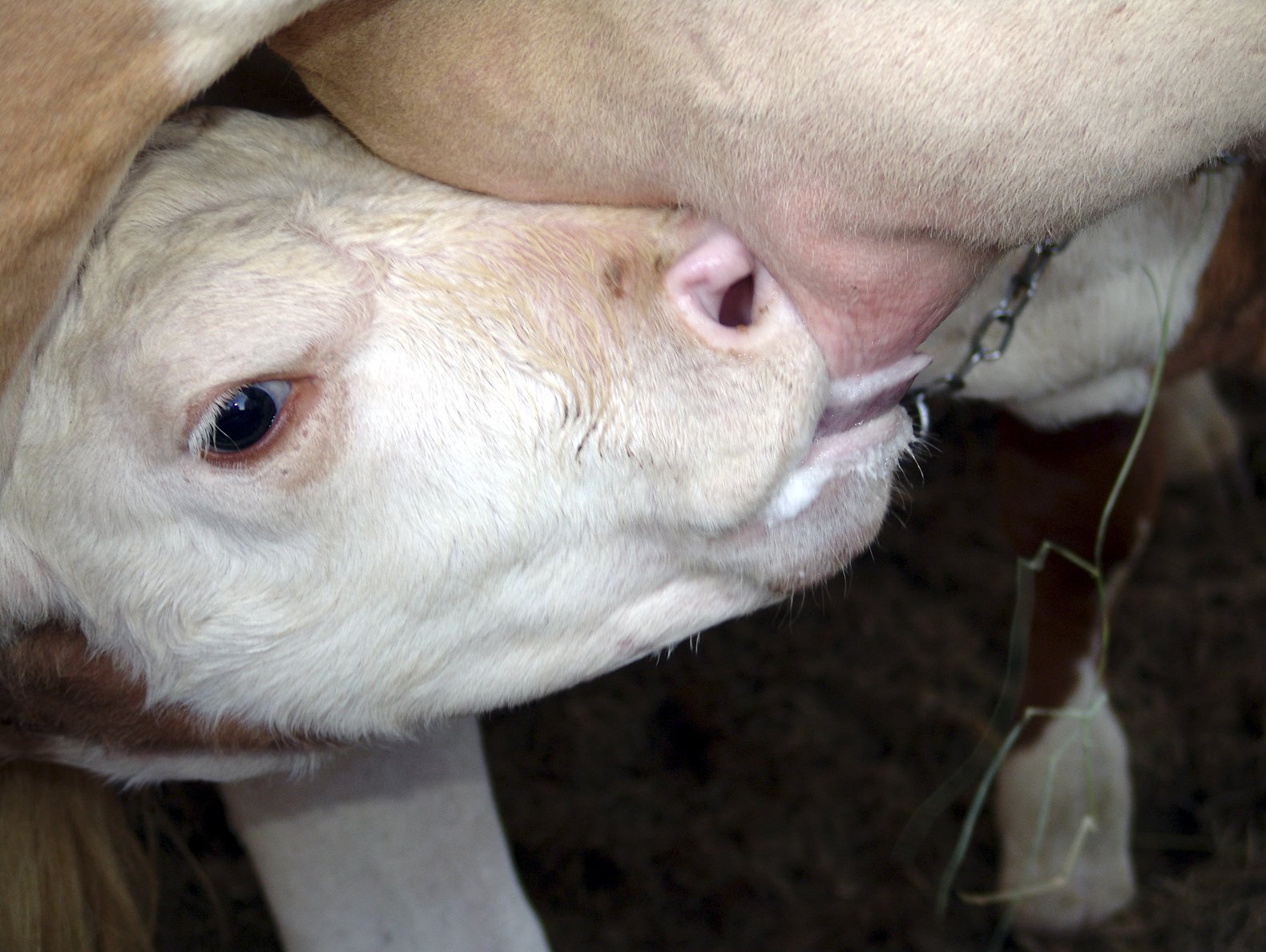
bezerro mamando

O gado doméstico descende do auroque na Europa e do gauro na Ásia. Sua domesticação teve início há mais de 5 000 e 6 000 anos atrás. Os bovinos domesticados tinham várias serventias para o ser humano: como animal de carga (assim como a cabra e os cavalos) e a produção de leite em vida e carne/couro após a morte. Era incomum a criação de gado para alimentação, a carne do animal era consumida apenas se ele morresse ou não tivesse mais utilidade.
Hoje em dia, os bovinos são os principais figurantes na indústria de produção de carne. A cadeia produtiva da carne está em vários ramos de negócios, desde a fabricação de ração e o ensino de profissionais qualificados (médicos veterinários, zootecnistas e agrônomos) até as empresas de consultoria em sistemas de comércio exterior.

### No Brasil
No Brasil, a criação de gado foi iniciada tão logo foram implantados os primeiros engenhos de açúcar em Pernambuco, na primeira metade do século XVI. Serviam para abastecer, de leite e carne, as pessoas que se estabeleciam na área de influência de cada engenho. Uma vez que as áreas de pastagem para o gado concorriam com as de plantações de cana-de-açúcar, os criadores foram cada vez mais se dirigindo para o interior. Ao longo do caminho, foram sendo estabelecidas pequenas povoações que, posteriormente, se transformaram em vilas e cidades.

## Comportamento
Em condições naturais, os bezerros ficam com a mãe até o desmame de 8–11 meses. Os bezerros e novilhos estão igualmente apegados às mães nos primeiros meses de vida. Parideiras primíparas mostram maior incidência de comportamento materno anormal.

### Comportamento reprodutivo

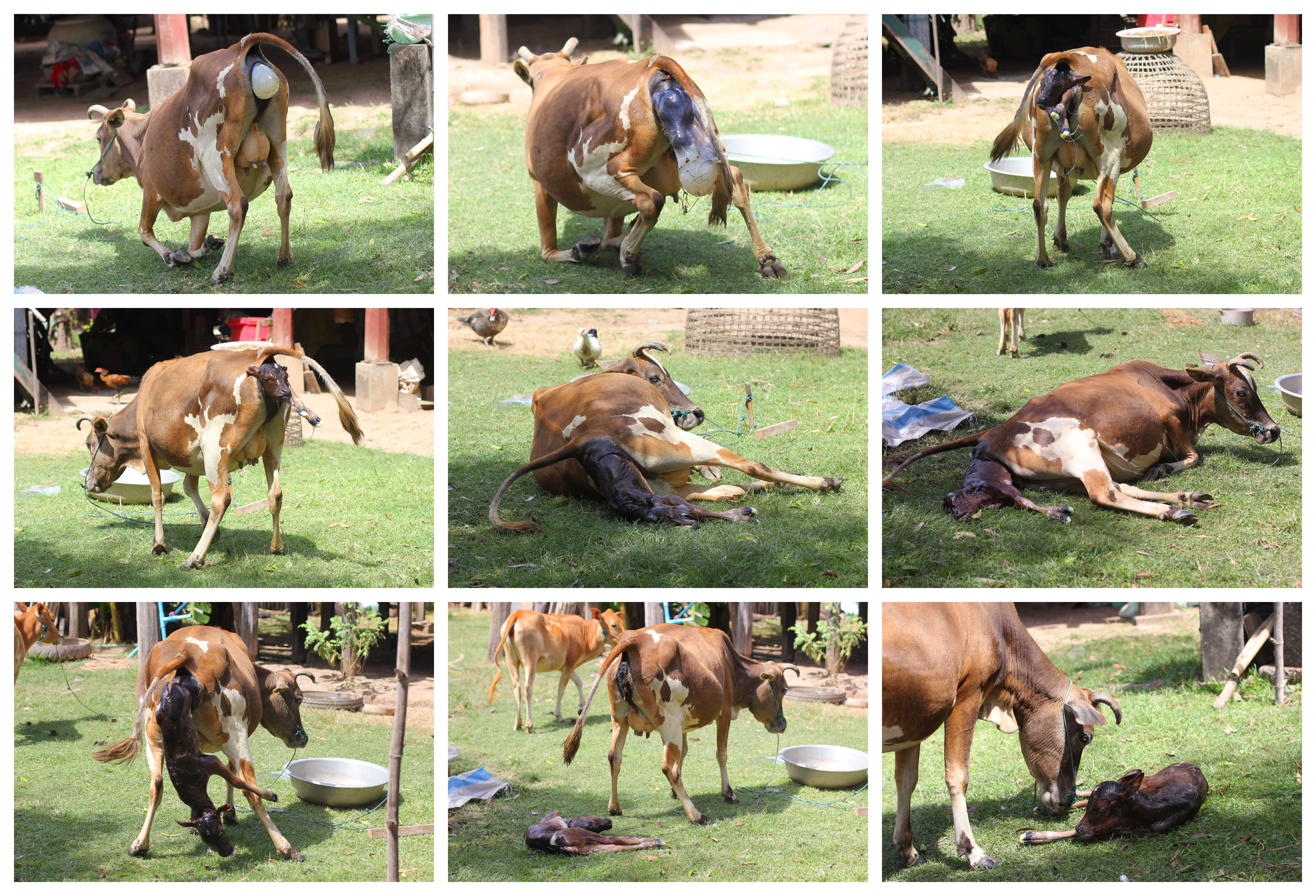
Vaca dando à luz um bezerro

As novilhas semisselvagens do gado das terras altas dão à luz aos 2 ou 3 anos de idade, e o momento do nascimento é sincronizado com o aumento da qualidade natural dos alimentos. O intervalo médio de parto é de 391 dias, e a mortalidade ao parto no primeiro ano de vida é de 5%.

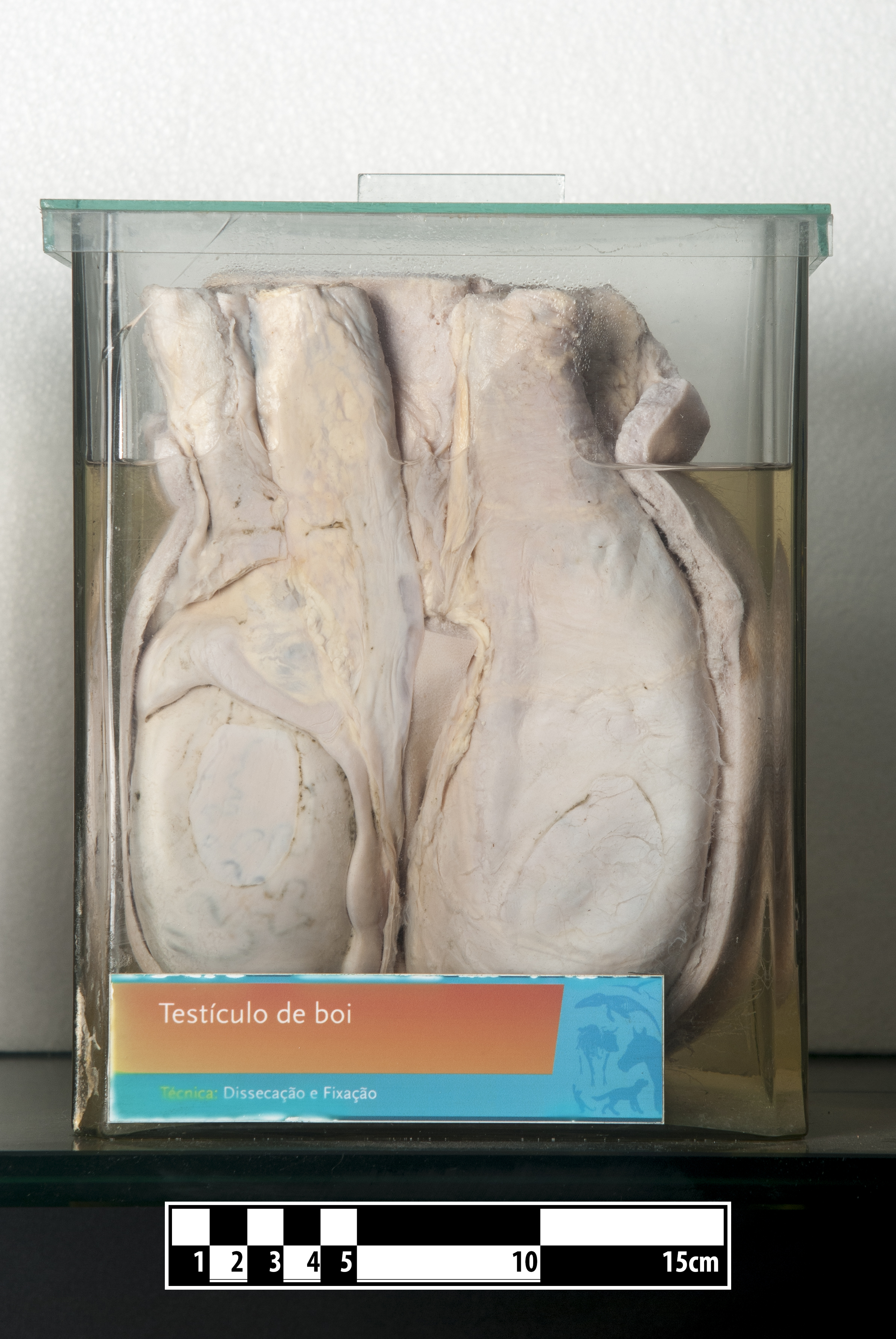
Testículos bovino. Em exposição no MAV/USP.

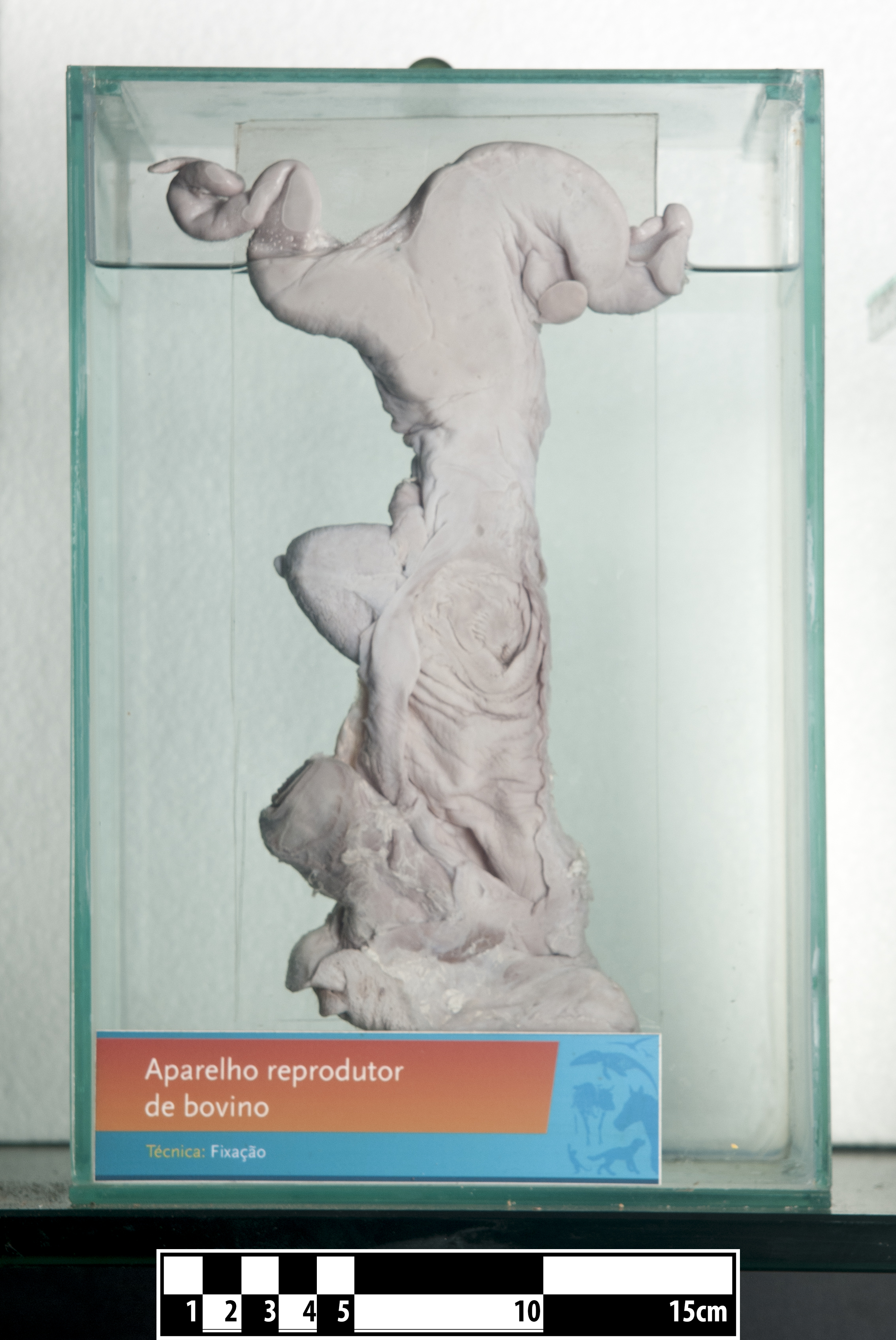
Sistema reprodutor de uma fêmea bovina. Em exposição no MAV/USP.

Em fazendas é muito comum a utilização de artifícios, como a inseminação artificial, para que se obtenha um gado com o menor número de indivíduos fisiologicamente deficientes. Com esta seleção artificial é possível se obter um rebanho mais resistente a doenças e com porte que torna viável a comercialização de derivados bovinos.
A inseminação artificial ou inseminação intrauterina é uma técnica de reprodução medicamente assistida que consiste na deposição artificial do sêmen nas vias genitais da fêmea. Utiliza-se em casos em que os espermatozoides não conseguem atingir as trompas ou simplesmente por escolha do proprietário do animal. Consiste em transferir, para a cavidade uterina, os espermatozoides previamente recolhidos e processados, com a seleção dos espermatozoides morfologicamente mais normais e móveis.

#### A influência do clima tropical na reprodução
Atualmente a maior parte de rebanhos bovinos é situada em áreas dos trópicos, nessas condições climáticas, a reprodução destes animais pode vir a ser afetada pelas condições térmicas do meio. Ambientes que possuem altas temperaturas afetam os mecanismos de termorregulação corpórea impedindo estes de promover a perda de calor, causando assim um aumento da temperatura interna acima dos limites fisiológicos, além de resultar em um quadro de degeneração testicular, caracterizado por alterações nos tecidos do epitélio seminífero.
A estrutura fisiológica e biológica destes animais são afetadas por fatores clímaticos que incluem temperatura, umidade, radiação solar e vento. Altas temperaturas aumentam ou diminuem as condições normais devido interrupção da homeostase durante a termorregulação, interferindo diretamente na troca de calor entre animal e ambiente, resultando em alterações degradantes na reprodução.

### Domínio e liderança
Um estudo mostrou que, durante um período de quatro anos, as relações de dominância em um rebanho de gado das terras altas semi-selvagens foram muito firmes. Os touros jovens obtiveram status de domínio superior às vacas adultas quando atingiram cerca de 2 anos de idade.

### Comportamento em pastejo
Ao pastar, o gado varia vários aspectos de sua mordida, ou seja, movimentos da língua e da mandíbula, dependendo das características da planta que está ingerindo.

#### Comunicação
As vacas domesticadas são altamente gregárias, residindo em rebanhos em ambientes agrícolas naturais e comerciais. Dentro desses rebanhos, as interações em distâncias curtas e longas são mediadas por vocalizações. As vacas mantêm vozes individuais em uma variedade de situações emocionais. Isso os ajuda a manter contato com o rebanho e expressar excitação, engajamento ou angústia. As mães e os filhotes de gado podem se comunicar mantendo a individualidade em seu mujido. As vacas mantêm essa voz individual expressando suas vidas e através de um rebanho conversando sobre comida e o clima.

## Subespécies
O gado-doméstico (Bos taurus) possui duas subespécies, a saber: Bos taurus taurus (gado taurino, de origem europeia) e Bos taurus indicus (gado zebuíno, de origem asiática). Os cruzamentos entre os indivíduos de ambas as divisões é frequente tanto em programas de melhoramento genético dos rebanhos, quanto em propriedades onde a monta é natural e sem controle algum. Esses “híbridos” são muito usados para combinar a produtividade do gado taurino com a rusticidade e adaptabilidade a meios tropicais do gado zebu.
Raças:

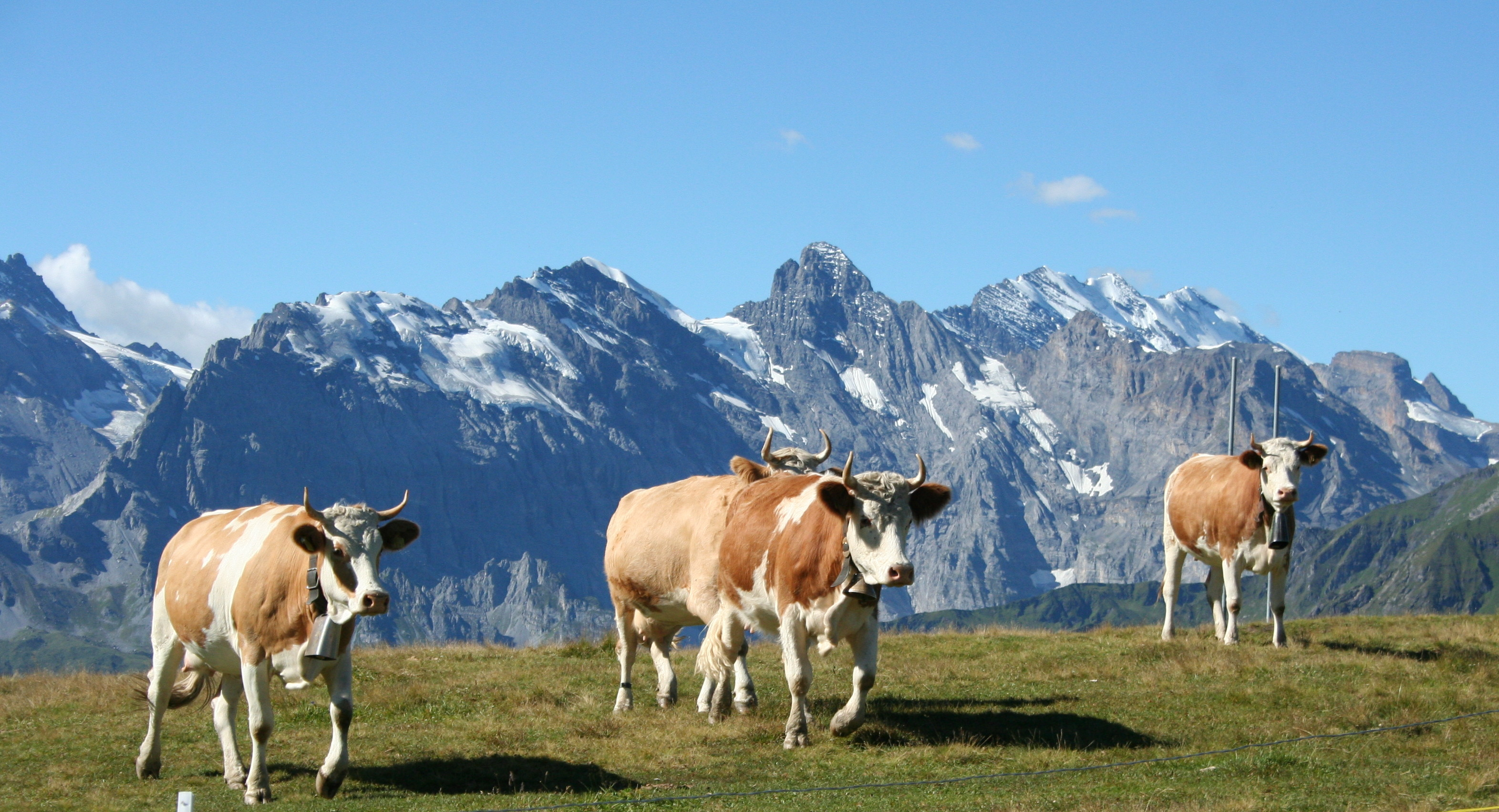
Rebanho de vacas suíças.

- Alentejana — de Portugal, — para carne e como animal de tração;
- Angus — do nordeste da Escócia, sem chifres, para corte;
- Caracu — para carne e como animal de tração;
- Charolais ou charolês — para carne;
- Devon — da Inglaterra, para carne;
- Holtein-Frísia — para leite;
- Hereford;
- Jersey — para leite;
- Limousin — da França;
- Minhota ou Galega — de Portugal — para carne e leite, e como animal de tração;
- Nguni — típica de África;
- Simental ou suíça-malhada.

## SubespécieB. taurus indicus(gado zebuíno)[13][14]
Raças:

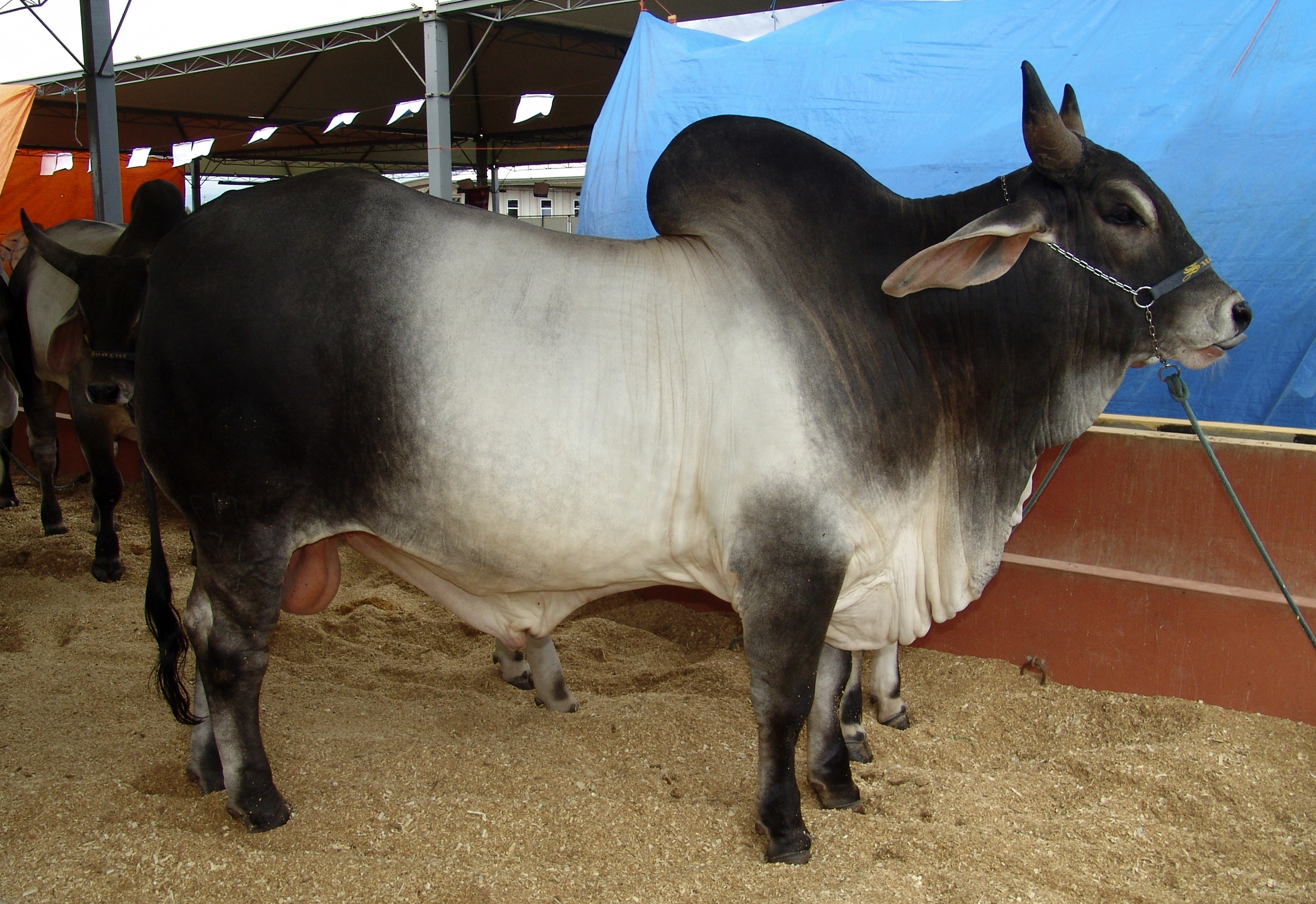
Exemplar de touro da raça Guzerá, em Avaré, São Paulo.

- Brahman ou zebu americano, sagrado na Índia
- Gir — do sul da Índia
- Guzerá — Guzerat ou Kankrej, principal raça da Índia
- Hariana
- Indubrasil
- Nelore no Brasil, chamada Ongole na Índia — para corte
- Tabapuã — O zebu mais precoce.
- Zebu — é o termo usado para todas as raças desta subespécie (Bos taurus indicus)

## Raças "sintéticas" brasileiras
Frutos de cruzamentos entre as demais:
- Naobrasil — cruzamento de Nelore e Zebu;
- Simbrasil — cruzamento de Simental e Zebu para corte;
- Girolando — cruzamento de Holandês (5/8) e Gir (3/8) com dupla aptidão;
- Toledo — cruzamento de Holandês e Simental;
- Bravon — cruzamento de Devon e Brahman para corte;
- Canchim — cruzamento de Charolais (5/8) e Zebu (3/8);
- Pitangueiras — cruzamento de Red Poll (5/8) e Zebu (3/8) (Gir e Guzerá);
- Purunã — cruzamento de Charolais, Caracu, Red Angus e Canchim, realizado no IAPAR com 1/4 para cada raça.

## Raças crioulas brasileiras
As raças crioulas brasileiras descendem dos rebanhos trazidos para a América pelos colonizadores portugueses e espanhóisː
- Caracu — origem São Paulo;
- Crioulo Lageano — origem Santa Catarina;
- Curraleiro — origem Piauí;
- Mocho Nacional — origem São Paulo e Goiás;
- Pantaneiro — origem Mato Grosso do Sul.

## Principais raças de bovinos criadas em Portugal

### Raças autóctones portuguesas

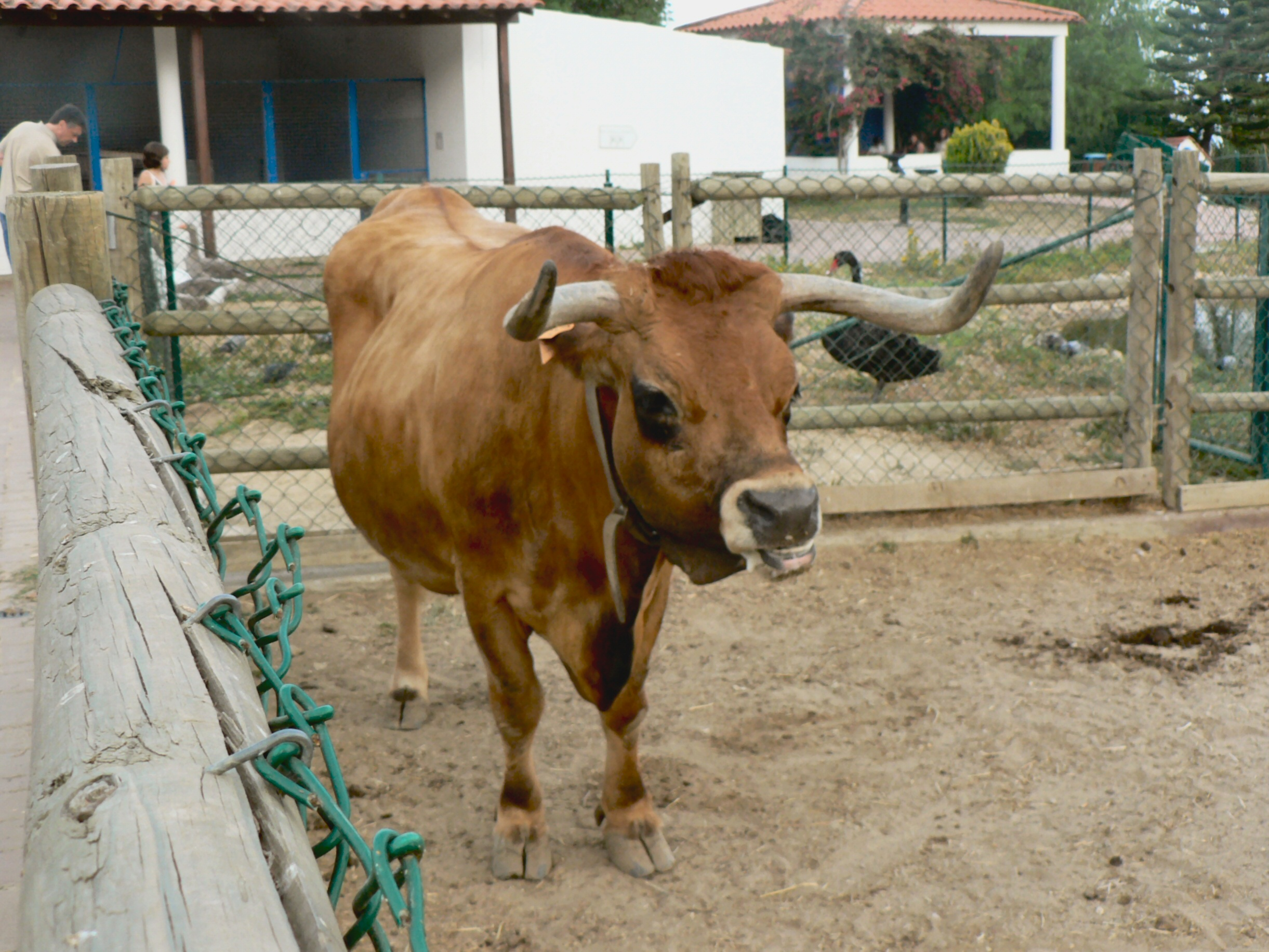
Vaca barrosã

Além das raças que conseguiram grande expansão quantitativa e geográfica, como as anteriormente indicadas, existem várias raças autóctones, resultantes de pressões selectivas específicas ou de um relativo isolamento genético nas localidades onde se desenvolveram. Muitas dessas raças estão extintas ou em extinção fruto da globalização e da competição com raças mais produtivas. De acordo com o Catálogo Oficial de Raças Autóctones Portuguesas (2021), as raças bovinas autóctones são:
- Alentejana, do Alentejo;
- Algarvia, do Algarve;
- Arouquesa, de Aveiro;
- Barrosã, da região do Barroso;
- Brava de Lide;
- Cachena, da zona do Parque Nacional da Peneda-Gerês;
- Garvonesa;
- Jarmelista ou Jarmeleira, região da Guarda;
- Marinhoa;
- Maronesa, região da Serra do Marão;
- Mertolenga, de Mértola, Alcoutim e Martinlongo;
- Minhota ou Galega, do Minho;
- Mirandesa, de Miranda do Douro;
- Touro Preto;
- Ramo Grande dos Açores.

De resto, na produção de bovinos em Portugal, destaca-se uma Lista de produtos denominação de origem protegida portugueses que era composta, em 2021, por 10 referências. Carnalentejana na Base de Dados DOOR da União Europeia.</ref><ref>

## Usos

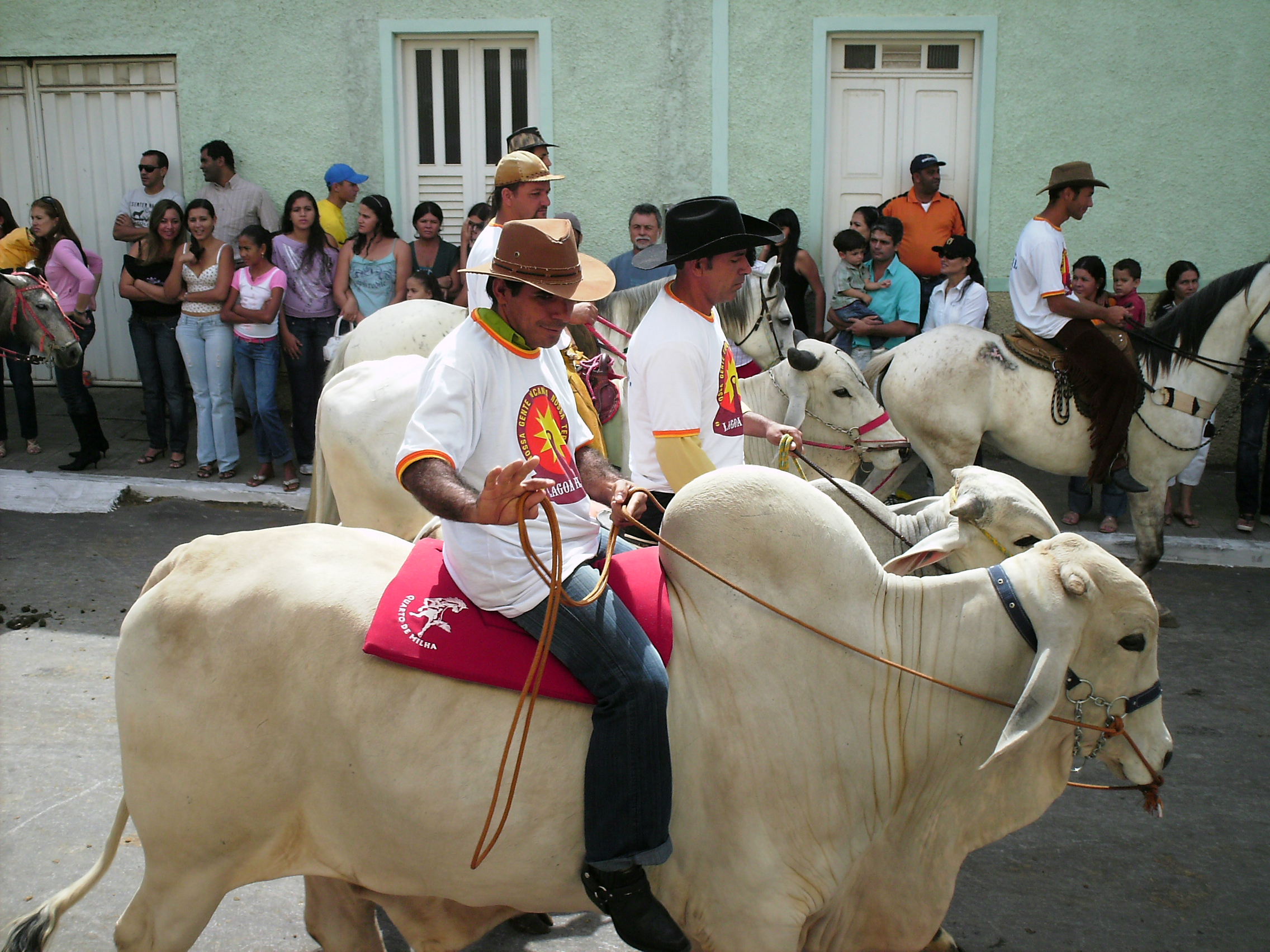
Uso pouco comum do boi: a montaria

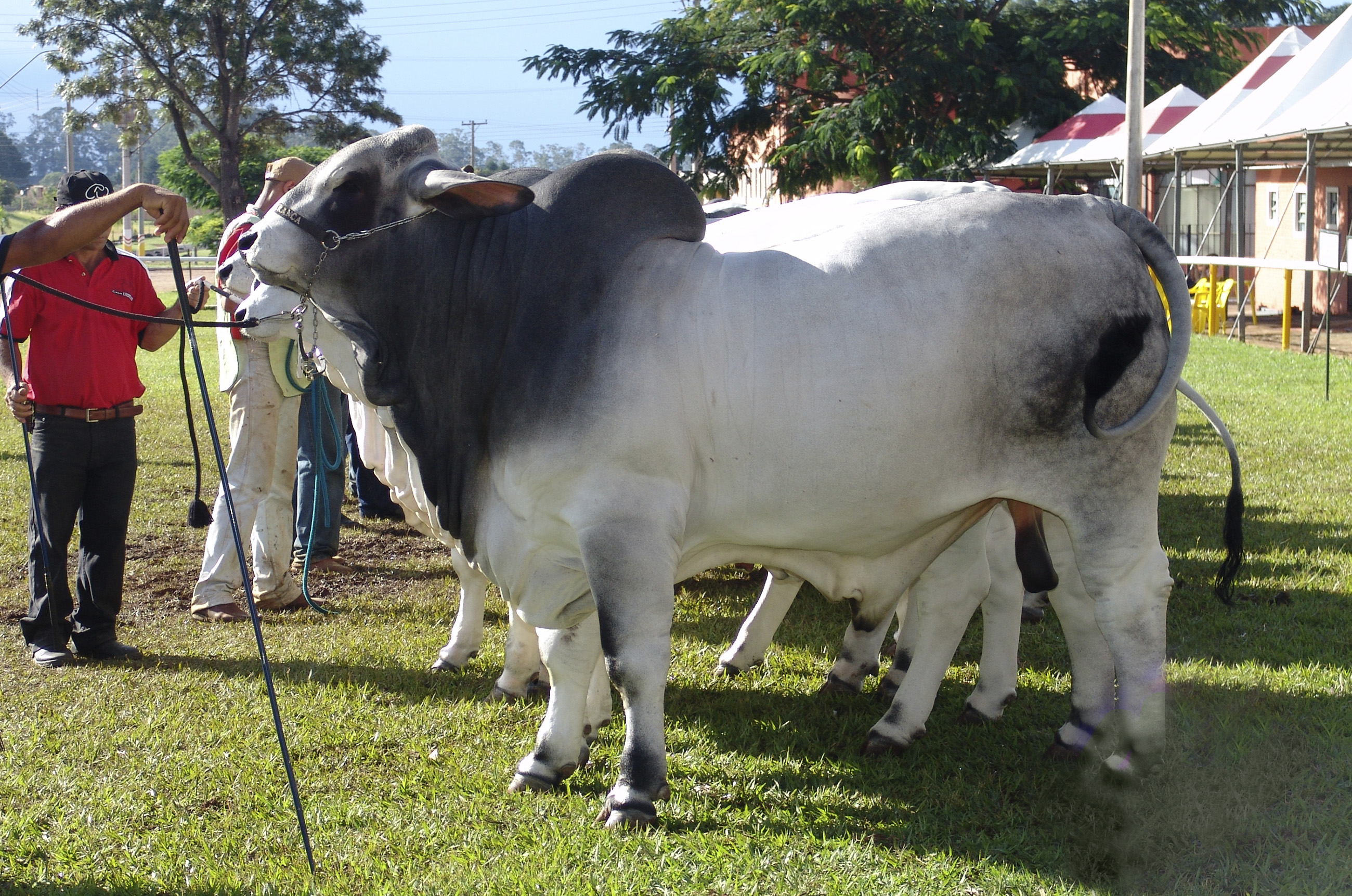
Touro Brahman em julgamento. Avaré

Esta espécie foi domesticada pelo homem e é explorada para a produção de leite, carne e pele (couro) e também como meio de transporte e animal de carga. Também os ossos são aproveitados, para a fabricação de farinha, sabão e rações animais. O casco e os chifres têm usos diversos e os pelos das orelhas são usados para a confecção de pincéis artísticos.
Os machos de determinadas raças podem ser também usados como entretenimento nas touradas e nos rodeios.

## Galeria

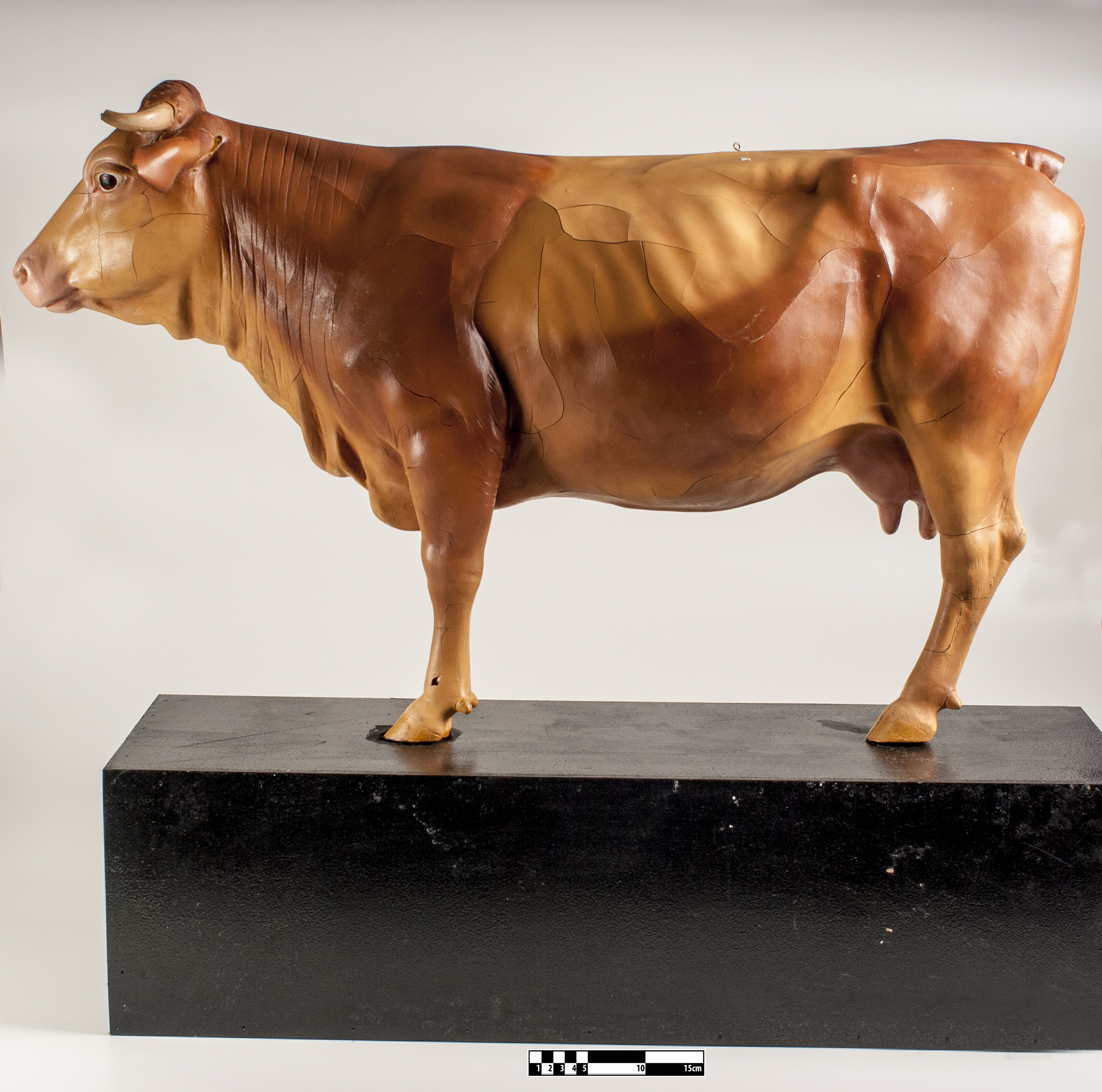
Modelo didático bovino.
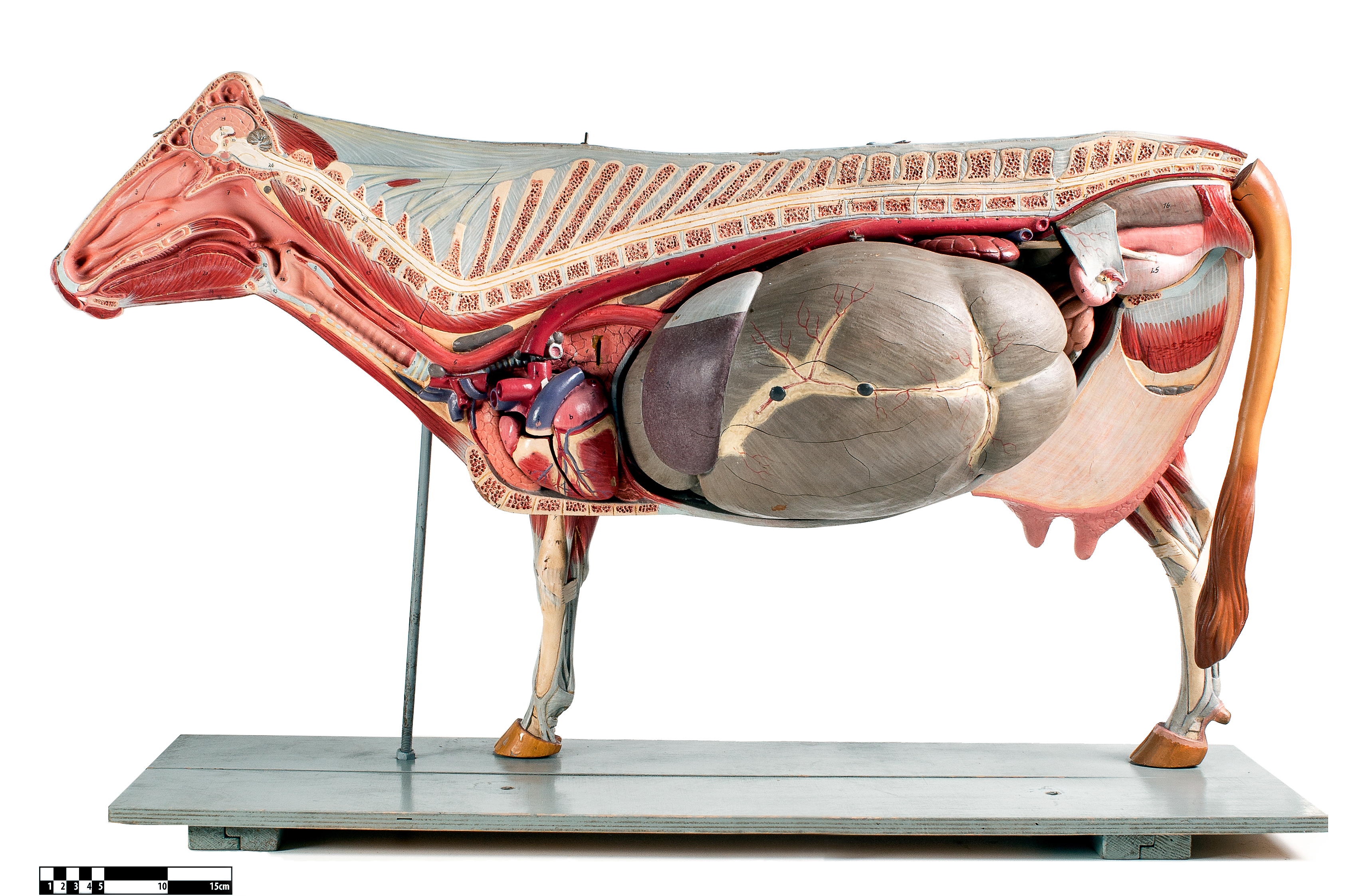
Modelo anatômico bovino.
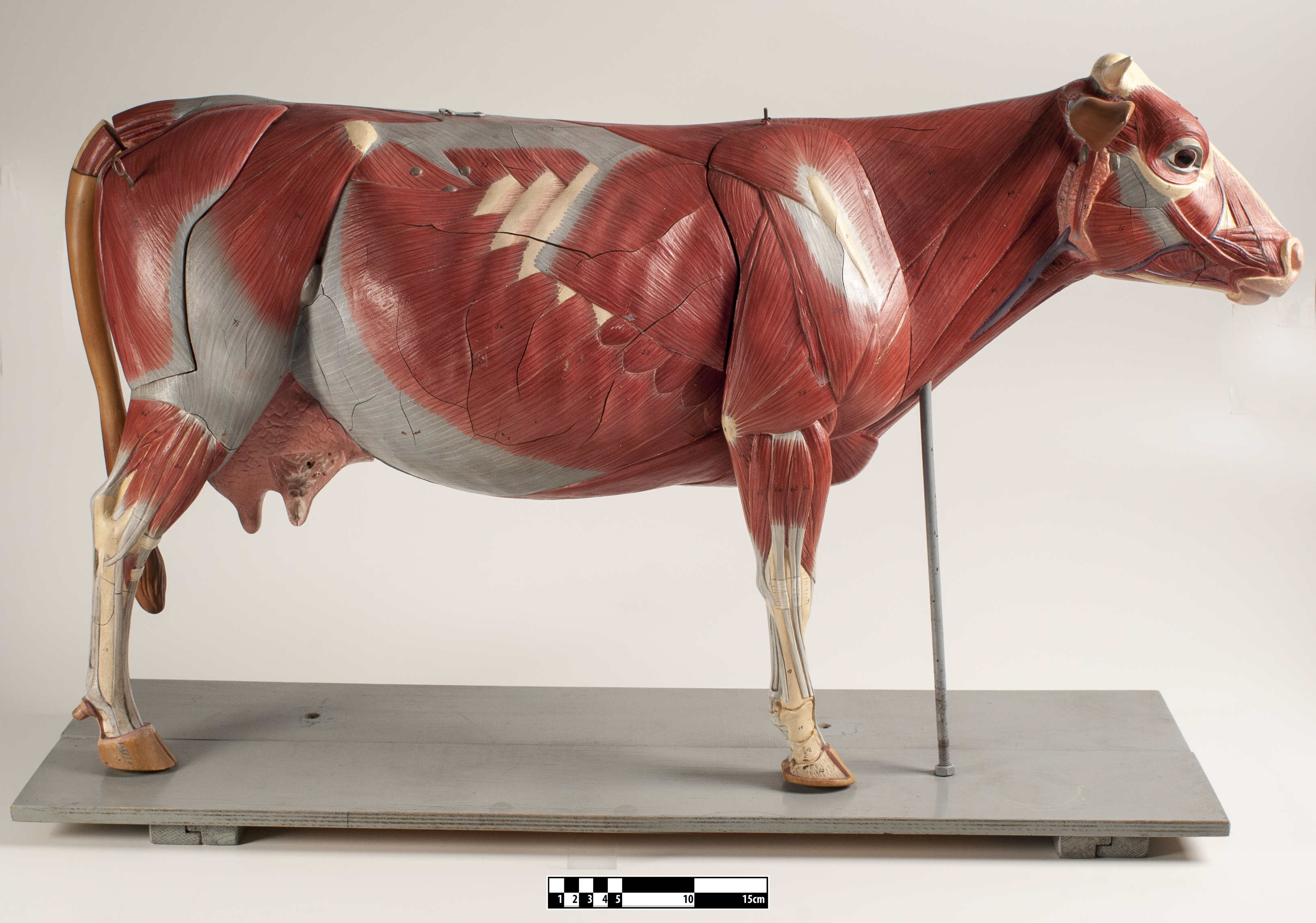
Modelo didático das estruturas musculares dos bovinos.